# Esztella
Az Esztella női név a Stella spanyol alakváltozata. Jelentése: csillag.

## Rokon nevek
- Estella:[1] az Esztella alakváltozata.[3]
- Sztella, Estilla, Eszter

## Gyakorisága
Az 1990-es években az Esztella igen ritka, az Estella szórványos név volt, a 2000-es években nem szerepelnek a 100 leggyakoribb női név között.

## Névnapok
Esztella, Estella
- július 14.[2]
- július 15.[2]
- július 19.[2]

## Híres Esztellák, Estellák
- Levko Esztella, magyar színésznő
- Estelle brit énekes és rapper
- Estelle Bennett amerikai énekes, a Ronettes tagja
- Estelle Parsons amerikai színésznő
- Esztella svéd királyi hercegnő, a svéd korona várományosa, Östergötland hercegnője, Viktória svéd trónörökösnő és Daniel Westling lánya